# Susan Landau
Susan Landau (née le 3 juin 1954 à New York) est une mathématicienne, une ingénieure américaine et une professeure de sciences sociales et politiques à l'Institut polytechnique de Worcester. Elle a précédemment travaillé comme analyste de la vie privée chez Google. Elle a été boursière Guggenheim et chercheuse invitée au département informatique de l'université Harvard en 2012.
Landau a reçu son baccalauréat à l’université de Princeton (1976), son master à l’université Cornell (1979) et son doctorat au MIT (1983).
En 2010-2011, elle fut étudiante au collège Radcliffe à Harvard, où elle a enquêté sur des questions liées à la sécurité des systèmes gouvernementaux et à leurs implications en matière de protection de la vie privée et des opinions.
De 1999 jusqu'en 2010, elle s'est spécialisée dans la sécurité Internet chez Sun Microsystems.
En 1989, elle a créé le premier algorithme qui décide quels radicaux imbriqués peuvent être simplifiés, aujourd'hui appelé l'algorithme de Landau.
En 1972, son projet sur les nombres parfaits impairs a été finaliste d'un prix intitulé Westinghouse Science Talent Search. En dehors de son travail technique, elle s'intéresse à la place des femmes en sciences,. Elle a reçu le prix pour femmes visionnaires de l’Institut Anita Borg en 2008 pour l'Impact Social[Quoi ?]. En 2011, elle est fellow de l'ACM.